# Banyuanyar (Gurah)
Banyuanyar is een bestuurslaag in het regentschap Kediri van de provincie Oost-Java, Indonesië. Banyuanyar telt 2684 inwoners (volkstelling 2010).